# Harry Gwala
Harry Gwala (officieel Harry Gwala District Municipality) is een district in Zuid-Afrika.
Harry Gwala ligt in de provincie KwaZoeloe-Natal en telt 461.419 inwoners.

## Gemeenten in het district[4]
- Groter Kokstad
- Dr Nkosazana Dlamini-Zuma
- Ubuhlebezwe
- Umzimkhulu